# 塞涅德
塞涅德（英語：Senedj）古埃及早王朝时期第二王朝国王。在位大约20年，首都孟斐斯。他去世后，继任者伯布森修建了其庙宇。